# 羅伯特·K·馬西
羅伯特·金洛赫·馬西三世（英語：Robert Kinloch Massie III，1929年1月5日—2019年12月2日）是美國一名記者和歷史學家，其職業生涯大多致力於研究和撰寫有關俄羅斯帝國從1613年到1917年的皇室家族——羅曼諾夫王朝，並憑藉《彼得大帝 : 俄罗斯帝国崛起的奠基者》一書獲得了1981年的普利策传记文学奖。另外還因2011年出版的《通往权力之路 : 叶卡捷琳娜大帝》一書獲得獎項。
馬西1967年的著作《尼古拉與亞麗珊黛》還被改編成為同名的英國電影，於1971年上映，主演包括勞倫斯·奧利佛、麥可·賈斯頓和賈奈特·蘇茲嫚。

## 早年生活與教育
馬西出生於肯塔基州的凡爾賽，父親羅伯特·馬西二世是一位教育家，母親莫莉（原姓金博爾）則是一位進步運動的活動家。他在當地及田納西州的納什維爾長大。馬西先後獲得耶魯大學的美國研究學位以及以羅德學者的身份就讀於牛津大學。在牛津大學期間，馬西曾加入牛津大學男子籃球隊。1950年代初期，他在韓戰期間於美國海軍服役，擔任核目標指揮官。

## 職業生涯
馬西曾為《科利爾雜誌》擔任記者，並於1959年至1962年期間在《新聞週刊》工作，隨後轉任《星期六晚郵報》。他還曾在普林斯頓大學和杜蘭大學擔任教職。
1967年，馬西離開《星期六晚郵報》專注於歷史寫作，並出版了他的重要著作《尼古拉與亞麗珊黛》。這是一部關於俄國末代沙皇尼古拉二世與皇后亞歷山德拉的權威傳記。他對俄羅斯皇室的興趣源自於其患有血友病的兒子——羅伯特·金洛克·馬西四世，尼古拉二世唯一的兒子和皇位繼承人阿列克谢·尼古拉耶维奇也是此一遺傳性疾病患者。
這本書後來被改編為1971年上映的同名英國電影（中譯名為「宮廷秘史」），由勞倫斯·奧立佛、麥可·賈斯頓和賈奈特·蘇茲嫚主演。該片獲得了奧斯卡最佳服裝設計獎和最佳美術指導-布景設計獎，並獲得其他四項提名，以及數項金球獎和英國電影學院獎的提名。
馬西和妻子蘇珊還出版了《旅程》（Journey）一書，講述他們作為血友病兒童父母的個人經歷，於1975年出版。
1990年代，隨著冷戰結束及1991年蘇聯解體，大量關於羅曼諾夫王朝和俄羅斯政府的新資料向西方開放。末代沙皇一家和他們的孩子的遺骸也從處決地點的森林中挖掘出來，並透過DNA分析確認了身份。馬西基於這些新資料進行了額外的研究，並於1995年出版了《羅曼諾夫：最後一章》（The Romanovs: The Final Chapter）。1998年，羅曼諾夫家族在舉行國葬後於聖彼得堡大教堂重新安葬。
其後馬西繼續撰寫俄羅斯皇室的傳記書籍，憑藉《彼得大帝 : 俄罗斯帝国崛起的奠基者》一書獲得了1981年的普利策传记文学奖。該書也是全國廣播公司電視網1986年迷你影集《彼得大帝》的原著，該影集獲得三項艾美獎，主演包括馬克西米連·謝爾、勞倫斯·奧立佛和凡妮莎·蕾格烈芙。
2011年，馬西出版了《通往权力之路 : 叶卡捷琳娜大帝》，為沙皇葉卡捷琳娜二世的權威傳記，該書獲得2012年首屆安德魯·卡內基非小說類優秀獎章和2012年PEN/賈桂琳·博格拉德·威爾德傳記獎。
他還出版了兩本關於20世紀初的書籍：1991年出版的《無畏艦：英國、德國與第一次世界大戰的到來》是一部涵蓋四十年外交史的書籍，探討第一次世界大戰的起因；2003年出版的《鋼鐵堡壘：英國、德國與海戰的勝利》則探討戰爭中艦船的作用。
在其他活動中，馬西於1987年至1991年擔任作家協會會長，並曾任該協會的當然理事會成員。在擔任會長期間，他呼籲作者抵制任何拒絕販售薩爾曼·魯西迪的《撒旦詩篇》的商店，該書曾受到伊斯蘭宗教領袖的威脅。

## 個人生活與去世
馬西於1954年與蘇珊娜·羅爾巴赫結婚，兩人於1990年離婚，婚姻中育有一子兩女。後來他於1992年與他的文學代理人黛博拉·卡爾（Deborah Karl）結婚，兩人也育有一子兩女。馬西於2019年12月2日因阿茲海默症併發症去世，享年90歲。

## 獎項與榮譽
- 羅德獎學金
- 1981年普利策传记文学奖，《彼得大帝 : 俄罗斯帝国崛起的奠基者》
- 1983年美國成就學院（英语：Academy of Achievement）金盤獎[8][9]
- 2012年安德魯·卡內基非小說類優秀獎章（英语：Andrew Carnegie Medals for Excellence in Fiction and Nonfiction），《通往权力之路 : 叶卡捷琳娜大帝》[3]
- 2012年PEN/賈桂琳·博格拉德·威爾德傳記獎（英语：PEN/Jacqueline Bograd Weld Award），《通往权力之路 : 叶卡捷琳娜大帝》[4]

## 著作
- 註：下列英文書名下方之中文書名為當前已出版的中譯本（未涵蓋著作的再版版本）。

- Robert K. Massie. . Ballantine Books: Atheneum. 1967. ISBN 0-345-43831-0 （英语）.
  - 馬西, Robert K. Massie. . 由吳奚真翻译. 臺北市: 幼獅. 1970 （中文）.
- Robert K. Massie, Suzanne Massie. . Knopf. 1975. ISBN 0-394-49018-5 （英语）.
- Robert K. Massie. . Ballantine Books: Knopf. 1980. ISBN 0-394-50032-6 （英语）.
  - 罗伯特 K. 马西. . 由孟嘉伦翻译. 北京: 中央编译出版社. 2022. ISBN 9787511740656 （中文）.
- Jeffrey Finestone. . . Greenwich House/Crown Publishers: Vendome Press. 1981. ISBN 0-86565-015-2 （英语）.
- Robert K. Massie. . Ballantine Books: Random House. 1991. ISBN 0-394-52833-6 （英语）.
- William May Stern. . . Crabby Keys Press. 1993. ISBN 0-9638911-0-3 （英语）.
- Robert K. Massie. . Random House. 1995. ISBN 0-394-58048-6 （英语）.
- Robert K. Massie. . J. Cape: Ballantine Books. 2004. ISBN 0-345-40878-0 （英语）.
- Robert K. Massie. . Random House. 2011. ISBN 978-0-679-45672-8 （英语）.
  - 罗伯特·K. 迈锡. . 由徐海幈翻译. 北京: 北京时代华文书局. 2014. ISBN 9787807692294 （中文）.

## 資料來源
1. 1 2 3 4 5 6 7 8 9 10  Martin, Douglas. . The New York Times. December 2, 2019  [2024-08-10]. （原始内容存档于2019-12-07）.
2. 1 2  Taylor, John M. . The Washington Times. March 13, 2004  [2024-08-10]. （原始内容存档于2024-08-10）.
3. 1 2  Kellogg, Carolyn. . Los Angeles Times (Jacket Copy blog). June 25, 2012  [June 25, 2012]. （原始内容存档于2012-06-29）.
4. 1 2  . PEN America. April 29, 2016  [December 3, 2019]. （原始内容存档于2024-07-10）.
5. ↑  . Booknotes (video interview with Massie on Dreadnought). C-Span. March 8, 1992. （原始内容存档于September 25, 2016）.
6. ↑  . The Authors Guild. December 1, 2002. （原始内容存档于December 17, 2002）.
7. ↑  Smith, William E. . Time. March 6, 1989: 4. （原始内容存档于September 30, 2007）.
8. ↑  . www.achievement.org. American Academy of Achievement.   [2024-08-10]. （原始内容存档于2016-12-15）.
9. ↑  Wade, Larry.  (PDF). Coronado Journal. July 14, 1983  [2024-08-10]. （原始内容存档 (PDF)于2021-06-30）.